# The Rhythm of the Night (singel Corony)
The Rhythm of the Night − pierwszy singel promujący debiutancki album o tym samym tytule. Utwór został wydany po raz pierwszy w 1993 roku, następnie 5 sierpnia 1994 ukazała się zremixowana wersja. Wkrótce po wydaniu singel osiągnął ogromny sukces na całym świecie, zdobywając wysokie pozycje w notowaniach wielu krajów.
W 2008 roku holenderski zespół Hermes House Band nagrał cover utworu, który dotarł do 16 miejsca we Francji. W 2012 roku swoją wersję piosenki nagrał niemiecki zespół Cascada.

## Track lista

### Wersja oryginalna
CD single
1. "The Rhythm of the Night" (Radio Edit) (4:24)
2. "The Rhythm of the Night" (Club Mix) (5:31)

7" single
1. "The Rhythm of the Night" (Rapino Brothers Radio Version)
2. "The Rhythm of the Night" (Original Italian Club Mix)

12" maxi - Italy, Spain, Germany
1. "The Rhythm of the Night" (Club Mix) (5:31)
2. "The Rhythm of the Night" (Radio Edit) (4:20)
3. "The Rhythm of the Night" (RBX E.U.R.O. Mix) (5:05)
4. "The Rhythm of the Night" (Extended 2# Groove Mix) (5:30)
5. "The Rhythm of the Night" (Acapella) (5:25)

12" maxi - UK
1. "The Rhythm of the Night" (Luvdup Burning Bush Vocal Mix) (7:59)
2. "The Rhythm of the Night" (Luvdup Tequila On A Spoon Mix) (5:57)
3. "The Rhythm of the Night" (Rapino Brothers Let's Get Fizzical Piano Mix) (5:06)
4. "The Rhythm of the Night" (Lee Marrow Remix) (6:24)

|  | 12" maxi - U.S. 1. "Rhythm of the Night" (R.B.X. Euro Mix) (5:05) 2. "Rhythm of the Night" (Rapino Brothers "Let's Get Fizzical" Piano Mix) (5:06) 3. "Rhythm of the Night" (Lee Marrow Remix) (6:24) 4. "Rhythm of the Night" (Luvdup "Burning Bush" Vocal Mix) (7:59) 5. "Rhythm of the Night" (New Extended Remix) (7:34) CD maxi - Germany 1. "The Rhythm of the Night" (Radio Edit) (4:20) 2. "The Rhythm of the Night" (Club Mix) (5:31) 3. "The Rhythm of the Night" (RBX EURO Mix) (5:05) 4. "The Rhythm of the Night" (Ext.2 Groove Mix) (5:30) 5. "The Rhythm of the Night" (Acappella) (5:31) CD maxi - U.S. 1. "The Rhythm of the Night" (Rapino Brothers "Let's Get Fizzical" Piano Mix) (5:06) 2. "The Rhythm of the Night" (Luvdup "Burning Bush" Vocal Mix) (7:59) 3. "The Rhythm of the Night" (R.B.X. Euro Mix) (5:05) 4. "The Rhythm of the Night" (Lee Marrow Remix) (6:24) 5. "The Rhythm of the Night" (Space Remix) (6:29) CD maxi - France 1. "The Rhythm of the Night" (Radio Edit) (4:24) 2. "The Rhythm of the Night" (Club Mix) (5:31) 3. "The Rhythm of the Night" (RBX E.U.R.O. Mix) (5:08) 4. "The Rhythm of the Night" (Extended 2° Groove Mix) (5:34) | CD maxi - UK 1. "The Rhythm of the Night" (Rapino Brothers Radio Version) (3:33) 2. "The Rhythm of the Night" (Luvdup 'Burning Bush' Vocal Mix) (7:59) 3. "The Rhythm of the Night" (Rapino Brothers 'Lets Get Fizzical' Piano Mix) (5:06) 4. "The Rhythm of the Night" (Lee Marrow Remix) (6:24) 5. "The Rhythm of the Night" (Extended Italian Remix) (5:59) 6. "The Rhythm of the Night" (Luvdup 'Tequila On A Spoon' Dub) (5:57) 7. "The Rhythm of the Night" (R.B.X. Euro Mix) (4:50) CD maxi - Italy, Canada 1. "The Rhythm of the Night" (Radio Edit) (4:20) 2. "The Rhythm of the Night" (Club Mix) (5:31) 3. "The Rhythm of the Night" (Space Remix) (6:29) 4. "The Rhythm of the Night" (Lee Marrow Remix) (6:30) 5. "The Rhythm of the Night" (Mephisto Remix) (4:41) 6. "The Rhythm of the Night" (New Extended Remix) (7:34) 7. "The Rhythm of the Night" (R.B. X. Euro Mix) (5:05) CD maxi - Australia 1. "The Rhythm of the Night" (Radio Edit) (4:24) 2. "The Rhythm of the Night" (Space Remix) (6:30) 3. "The Rhythm of the Night" (Lee Marrow Remix) (6:32) 4. "The Rhythm of the Night" (New Extended Remix) (7:30) |

### Wersja zremixowana
|  | 12" maxi 1 - Italy 1. "The Rhythm of the Night" (Space Remix) (6:29) 2. "The Rhythm of the Night" (Space Remix) (6:29) 3. "The Rhythm of the Night" (New Extended Remix) (7:34) 4. "The Rhythm of the Night" (Club Groove Extended Remix) (6:56) 12" maxi 2 - Italy, Spain 1. "The Rhythm of the Night" (Lee Marrow Remix) (6:30) 2. "The Rhythm of the Night" (Lee Marrow Airplay Edit) (4:22) 3. "The Rhythm of the Night" (Mephisto Remix) (4:41) 4. "The Rhythm of the Night" (R.B.X. Mix) (5:05) 12" maxi - UK Remixes - Italy 1. "The Rhythm of the Night" (Extended Mix / Rapino Bros) (5:09) 2. "The Rhythm of the Night" (7" Single Mix) (3:33) 3. "The Rhythm of the Night" (Burning Bush Vocal Mix) (8:02) 4. "The Rhythm of the Night" (Dub Mix Tequila With A Spoon) (5:58) 5. "The Rhythm of the Night" (Original Version) (5:31) 12" maxi - Spain 1. "The Rhythm of the Night" (Space Rmx Featuring ICE MC) (6:29) 2. "The Rhythm of the Night (Space Rmx) (6:29) 3. "The Rhythm of the Night (New Extended Remix) (7:34) 4. "The Rhythm of the Night (Club Groove Rmx) (6:50) 12" maxi - Germany 1. "The Rhythm of the Night" (Space RMX) (6:29) 2. "The Rhythm of the Night" (Red Light Remix) (7:34) 3. "The Rhythm of the Night" (Club Groove Extended Mix) (5:56) 4. "The Rhythm of the Night" (Lee Marrow RMX) (6:30) 12" maxi 1 - Canada 1. "The Rhythm of the Night" (Club Mix) (5:30) 2. "The Rhythm of the Night" (R.B.X. Euro Mix) (5:05) 3. "Take Control" - by DJ Bobo (Club Dance Mix) (5:56) 4. "Move Your Feet" - by DJ Bobo (Dance Mix) (3:45) | 12" maxi 2 - Canada 1. "Think About the Way" - by Ice MC (Extended Mix) (7:08) 2. "Think About the Way" - by Ice MC (Radio Mix) (4:16) 3. "The Rhythm of the Night" (Lee Marrow Remix) (6:30) 4. "The Rhythm of the Night" (Mark Roberts Rampage! Remix) (7:09) CD maxi - Germany 1. "The Rhythm of the Night" (Space Rmx Feat. Ice MC) (6:29) 2. "The Rhythm of the Night" (Red Light Rmx) (7:34) 3. "The Rhythm of the Night" (Club Groove Extended Rmx) (5:56) 4. "The Rhythm of the Night" (Lee Marrow Rmx) (6:30) 5. "The Rhythm of the Night" (Mephisto Rmx) (4:41) 6. "The Rhythm of the Night" (R.B.X. Euro Mix) (5:05) 7. "The Rhythm of the Night" (Original Single Mix) (4:20) CD maxi - Original Italian mixes - UK 1. "The Rhythm of the Night" (Original Radio Version - UK Edit) (4:08) 2. "The Rhythm of the Night" (R.B.X. Euro Mix) (5:05) 3. "The Rhythm of the Night" (New Extended Remix) (7:34) 4. "The Rhythm of the Night" (Space Remix) (6:29) CD maxi - France 1. "The Rhythm of the Night" (Lee Marrow Airplay Edit) (4:22) 2. "The Rhythm of the Night" (Lee Marrow Remix) (6:30) 3. "The Rhythm of the Night" (Mephisto Remix) (4:41) 4. "The Rhythm of the Night" (RBX E.U.R.O. Mix) (5:05) CD maxi - UK Remixes - Germany 1. "The Rhythm of the Night" (7" Single Version) (3:33) 2. "The Rhythm of the Night" (Extended Mix / Rapino Bros) (5:09) 3. "The Rhythm of the Night" (Burning Bush Vocal Mix) (8:02) 4. "The Rhythm of the Night" (Dub Mix Tequila With A Spoon) (5:58) 5. "The Rhythm of the Night" (Original Version) (5:31) |

## Notowania
| Lista (1993-95)                    | Najwyższa pozycja |
| ---------------------------------- | ----------------- |
| Australian ARIA Singles Chart      | 8                 |
| Austrian Singles Chart             | 6                 |
| Canadian RPM Single Chart          | 2                 |
| Danish Singles Chart               | 4                 |
| Dutch Top 40                       | 6                 |
| French SNEP Singles Chart          | 3                 |
| German Singles Chart               | 8                 |
| Irish Singles Chart                | 3                 |
| Italian Singles Chart              | 1                 |
| New Zealand RIANZ Singles Chart    | 7                 |
| Swedish Singles Chart              | 28                |
| Swiss Singles Chart                | 4                 |
| UK Singles Chart 1                 | 2                 |
| U.S. Billboard Hot 100             | 11                |
| U.S. Billboard Hot Dance Club Play | 7                 |
| U.S. Billboard Rhythmic Top 40     | 7                 |
| U.S. Billboard Top 40 Mainstream   | 9                 |

| Lista końcowo-roczna (1994) | Pozycja |
| --------------------------- | ------- |
| Dutch Top 40                | 55      |
| French Singles Chart        | 9       |
| UK Singles Chart            | 13      |
| Irish Singles Chart         | 18      |
| Lista końcowo-roczna (1995) | Pozycja |
| U.S. Billboard Hot 100      | 54      |

| Kraj    | Certyfikat | Data            | Sprzedaż |
| ------- | ---------- | --------------- | -------- |
| Francja | Srebro     | 1 lutego 1995   | 125,000  |
| Niemcy  | Złoto      | 1995            | 150,000  |
| UK      | Srebro     | 1 września 1994 | 200,000  |